# Itzel Arcos
Itzel Arcos, también conocida como Itzeguanita Pitumayo (Ciudad de México, 6 de agosto de 1988), es una standupera, actriz, escritora y activista feminista mexicana, dedicada al teatro testimonial con enfoque a la comedia y la literatura autobiográfica. Se dedica a impulsar las artes escénicas y narrativas a partir de herramientas discursivas con enfoque feminista. Fundadora de Guanitumayo Producciones.

## Biografía
Es egresada de la Facultad de Filosofìa y Letras de la UNAM. Ha impartido talleres de teatro, autobiografía, realización de monólogos en el Instituto de las Mujeres de la Ciudad de México, la Secretaría de Educación de la Ciudad de México, El Instituto de Matemáticas Aplicadas de la UNAM, Universidad de la Ciudad de México , el Instituto de la juventud así como distintos colectivos y asociaciones feministas: “Colectivo Nosotras” en el Museo de la Ciudad de Tuxtla, “Colectiva Feminista Nayarit” en la Universidad Autónoma de Nayarit, “Biblioteca de mujeres de Hermosillo”, Sonora.

## Obra
Me corto una chichi si te vuelvo a agregar. Monólogo humorístico
Los embriones a Belén. Antipastorela abortiva. Dramaturgia y dirección
Isaura la posmo y Daniel el enclenque. Monólogo apocalíptico

## Reconocimientos
Ganadora de la convocatoria de Colectivos Culturales Tlalpan con el proyecto “Nosotras frontera” monólogos para reescribirse en 2106. Se dedica al stand up como disciplina escénica desde 2014. Ganadora de la convocatoria jóvenes con talento artístico 2015 para la semana de las juventudes con la rutina standupera “Del feminismo y otras cosas”. Creadora del proyecto “Standup Feminista Mx” desde octubre de 2017 el cual tiene como principal consigna usar el formato humorístico del Stand Up para dar voz a las distintas visiones de las mujeres desde el humor.